# Caloptilia camaronae
Caloptilia camaronae là một loài bướm đêm thuộc họ Gracillariidae. Nó được tìm thấy ở Colombia.
Ấu trùng ăn Uva camarona. Chúng ăn lá nơi chúng làm tổ.